# جائزة إيطاليا الكبرى 1958
جائزة إيطاليا الكبرى 1958 هو سباق فورمولا 1 أقيم بتاريخ 7 سبتمبر 1958 في حلبة مونزا، إيطاليا. كان العاشر من أصل 11 في بطولة العالم لسباقات الفورمولا واحد موسم 1958. حلّ البريطاني توني بروكس أولا بينما جاء البريطاني مايك هاوثورن في المركز الثاني وحصل على المركز الثالث الأمريكي فيل هيل.